# 阿兰·佩雷菲特
阿兰·佩雷菲特（法語：Alain Peyrefitte，1925年8月26日—1999年11月27日），是法国的一位学者、政治家，曾先后担任新闻部长、政府改革与计划部长、文化与环境部长、司法部长，和法国总统戴高乐交好。

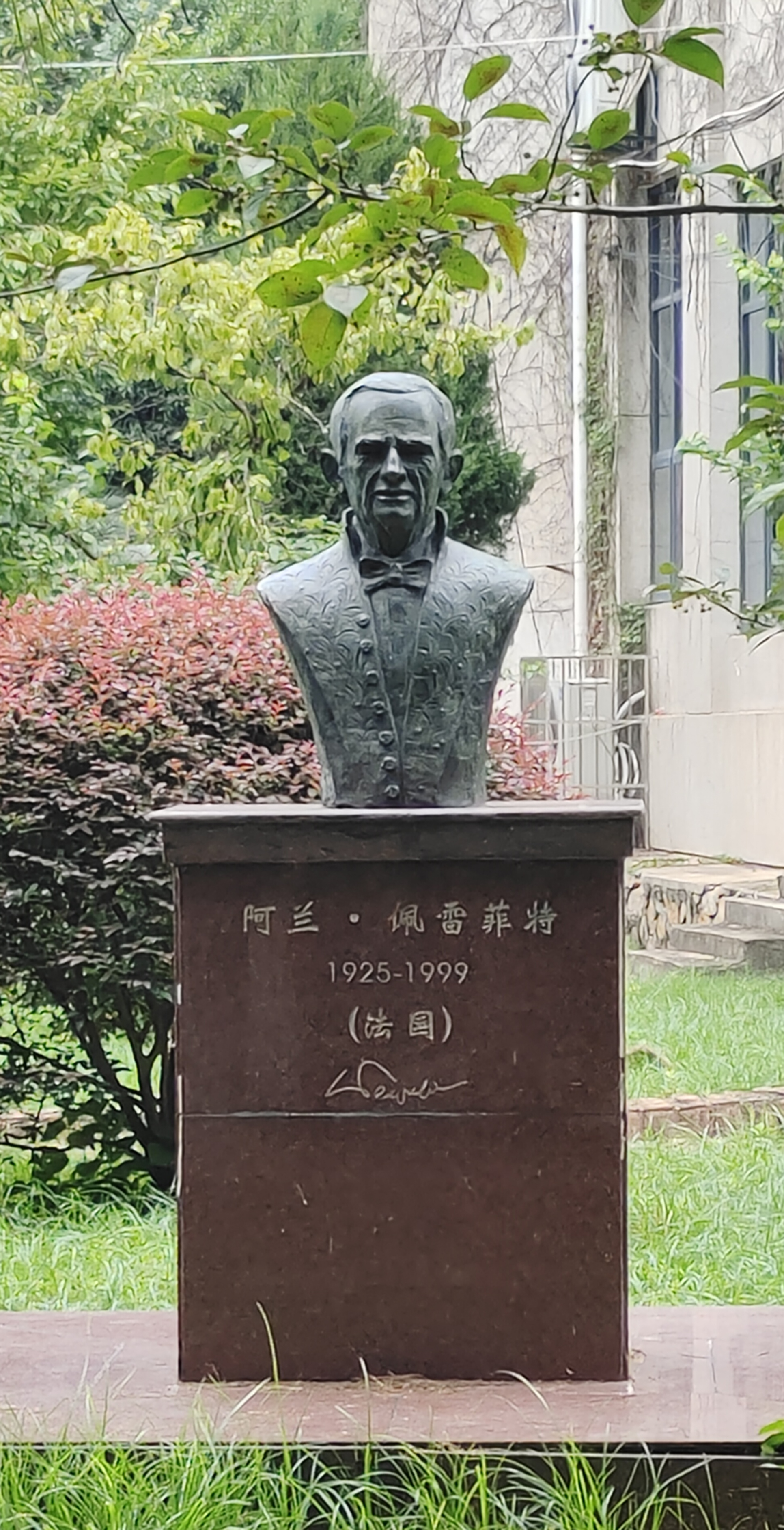
阿蘭·佩雷菲特塑像，位於武漢大學内

## 作品
- 《停滞的帝国》（1988年）
- 《信任社会：论发展之缘起》（2016年）
- 《论经济“奇迹”》（2001年）
- 《官僚主义的弊害》（1981年）
- 《丑陋的法国人》（1988年）